# Dana Bartůňková
Dana Bartůňková (* 10. září 1957 Praha) je česká herečka.
Její profesní cesta začala na hudebně-dramatickém oddělení Státní konzervatoře v Praze, kde získala základy v oblasti divadelního umění. Už v době studia účinkovala v televizi i ve filmu. Objevila se v televizních seriálech, jako jsou například Plechová kavalerie (1979), Zkoušky z dospělosti (1980), Návštěvníci (1981–1983) a Druhý dech (1989), či ve filmech Setkání v červenci (1978), Poslední mejdan (1983), Smích se lepí na paty (1986) nebo Tichý společník (1988). Větší roli získala v Matějkově komedii Anděl s ďáblem v těle (1983) a v pohádce S čerty nejsou žerty (1984).
Během své kariéry strávila také mnoho let v divadelních souborech, včetně Krajského divadla v Kolíně, Divadla Komedie v Praze a Divadla Skelet (nynější divadlo Radka Brzobohatého). V roce 2006 se stala zakladatelkou Metropolitního divadla v Praze, kde se věnuje především režii a psaní scénářů muzikálových pohádek.

## Filmografie
- 1977 Časofonia
- 1978 Setkání v červenci
- 1979 Chvíle pro píseň trubky
- 1979 Plechová kavalerie
- 1979 Skleníková Venuša
- 1979 Zkoušky z dospělosti
- 1980 Peripetie
- 1980 Příliš mladí na lásku
- 1981 Hodina života
- 1982 Malý pitaval z velkého města
- 1983 Anděl s ďáblem v těle
- 1983 Moje srdcová sedma
- 1983 Návštěvníci
- 1984 Poslední mejdan
- 1984 S čerty nejsou žerty
- 1985 Slavné historky zbojnické
- 1986 Smích se lepí na paty
- 1987 Moře začíná za vsí
- 1988 Druhý dech
- 1988 Chlapci a chlapi
- 1988 Rodáci
- 1988 Stupne poražených
- 1988 Tichý společník
- 1991 Co teď a co potom?
- 1993 Kaspar Hauser
- 1994 O zvířatech a lidech
- 2004 Černí baroni
- 2004 Josef a Ly
- 2004 Pojišťovna štěstí
- 2005 Ordinace v růžové zahradě
- 2006 Letiště
- 2006 Malé velké gatě
- 2006 Škola Na Výsluní
- 2010 Ach, ty vraždy!
- 2015 Vánoční Kameňák